# Armand Langlois
Pour les articles homonymes, voir Langlois.
Armand Langlois est un peintre, illustrateur, sculpteur, muraliste et plasticien français né à Paris le 24 juin 1947. Marié à Janie Langlois

## Biographie
Artiste pluridisciplinaire, Armand Langlois est le fils de Robert Langlois et de Lucette Farvacques. Il est le second d'une famille de six enfants. Nourri des histoires d'une grand-tante fantasque, ancienne comédienne de music-hall, Jeanne Langlois-Blin, la proximité des ateliers de la rue de Châtillon dans le 14e arrondissement de Paris et la rencontre, par l'intermédiaire de son père, d'Antoni Clavé lui donnèrent le goût de la vie d'artiste. Clavé lui fit cadeau de son premier chevalet.

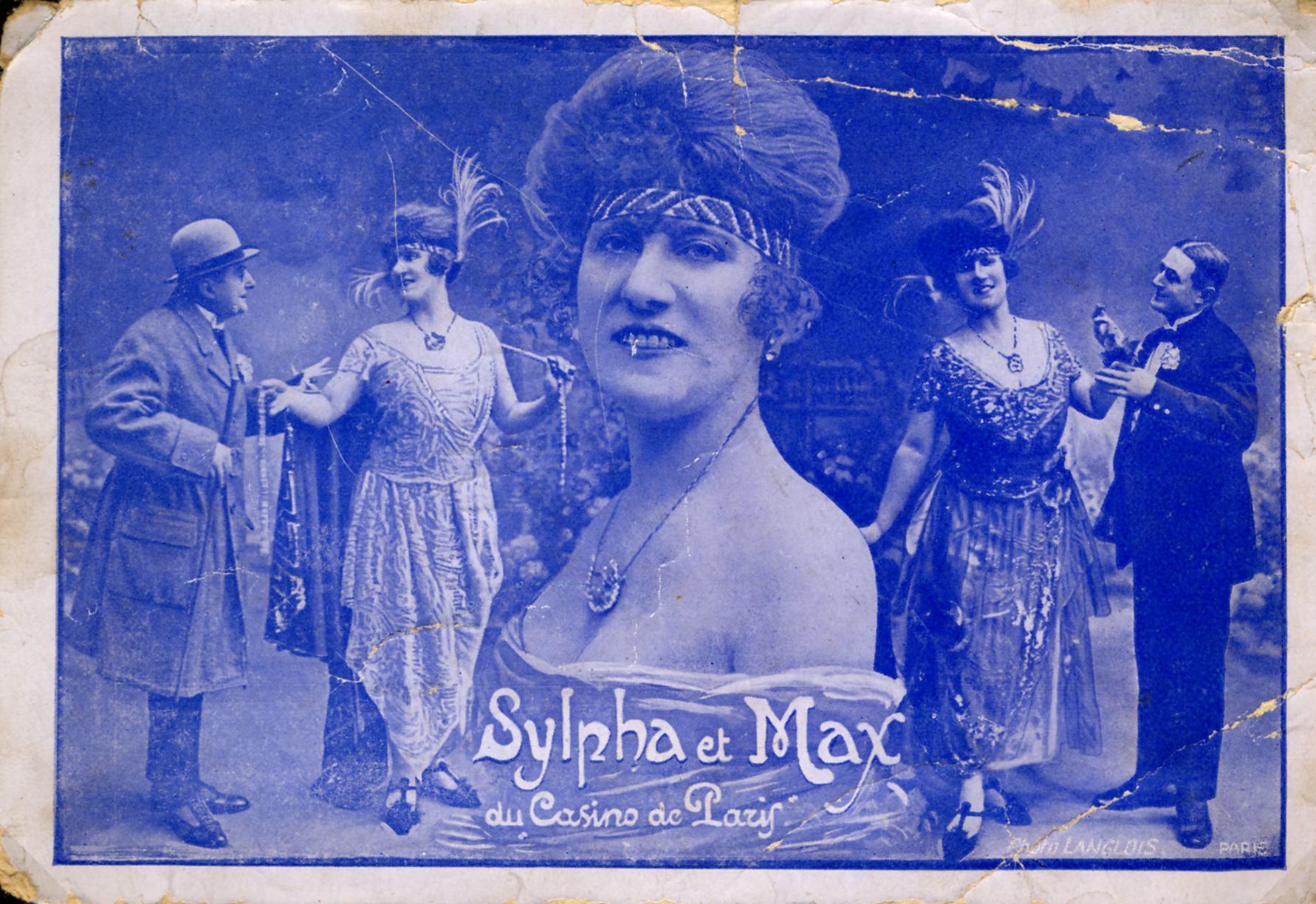
Sylpha, (Jeanne Langlois-Blin) comédienne et artiste de music-hall, vers 1910, grand-tante d'Armand Langlois. Carton d'invitation pour le Casino de Paris.

Il participe en 1965 aux premières expositions du groupe des Peintres du Marais et expose au Salon des indépendants et au Salon des artistes français, alors qu'il apprend la retouche photographique à l'école Estienne à Paris. Quelque temps dans la mouvance beatnik, en 1966, il part pour l'Écosse et Londres où il rencontre Janie. Née à Paris et étudiante à Rennes, elle a passé une grande partie de son enfance dans la maison familiale au cœur de la forêt de Brocéliande. Il l'épouse en 1967 et ont un fils, Tristan, né le 23 juin 1973.
En 1967, Armand Langlois tente une brève expérience de peintre de la place du Tertre à Paris. Il réalise des peintures murales pour des particuliers depuis quelques années déjà, et s'engage avec son épouse dans la création de personnages fantastiques et d'animaux en costume baroque.
En 1977, la famille quitte définitivement Paris, le studio sous les toits du 87 bis, avenue du Général-Leclerc et l'atelier du 63, rue Daguerre pour la Touraine, et un vieux moulin au pied du château de Montpoupon. Tournant important, la forêt, l'Histoire, les légendes marquent ses œuvres qu'il expose dans son atelier-galerie de l'Imaginaire.
À partir de 1982, et pendant plus de quinze ans, le Salon des Ateliers d'art de France (le PAAS, aujourd'hui « Maison et Objet »), lui permet d'exporter dans le monde entier des décors et sculptures d'assemblage, sur socle, sous vitrine ou de marionnettes à fils, des animaux costumés comme des princes, des chats, des cerfs, des licornes ou encore les Chimères, poupées gothiques avant l'heure.
En 1988, il expose à Figuration critique, alors dirigé par Mireille Dors Rapin. Les œuvres d'Armand sont surtout marquées par la métamorphose rappelant les œuvres des symbolistes. Ses toiles seront diffusées par les galeries Charpentier à Paris, Regards à Metz, les Dominantes à Paris, Bordeaux, Brantôme et Tours, et à l'étranger par Murano Art et Il Ballo del Doge à Venise, la galerie Provençale à Baden.
En 1990, il quitte Montpoupon et s'installe à Amboise dans le vieux quartier « Le Clos Lucé ». La demeure, dont certains vestiges datent du XIVe siècle, menace de s'écrouler, mais les travaux ouvrent à Armand Langlois de nouvelles perspectives : la mise en scène, l'architecture s'intègrent aux nouveaux projets.
De 1991 à 2003, il effectue plusieurs voyages à Venise, Florence et Rome, et participe à la redécouverte par Venise du conte du Chat Botté que les Italiens avaient un peu oublié. Ils travaille également avec des grands magasins, parmi les plus grands diffuseurs de créations françaises aux États-Unis, Bergdorf Goodman à New York et Neiman Marcus à Dallas et crée des scènes fantastiques où se mêlent carrosses, anges et hippocampes.
Les premiers personnages créés avec Janie Langlois étaient souvent présentées sous forme de marionnettes à fils inutilisables au théâtre mais elles permettaient une occupation maximale et réaliste de l'espace. Bientôt, les personnages furent mis en scènes dans des positions et des décors parfois même animés. Dans l'automate d'art comme en peinture, les personnages sont des humains à tête d'animaux. Ce zoomorphisme est utilisé pour représenter, d'après l'auteur, la Fin d'un Monde. Ils sont réalisés par techniques de collage, modelage et assemblage de matériaux et objets divers, textiles, cartons, bois.
Armand Langlois installe à partir de 1999 des scènes d'automates sur les contes traditionnels, et une scène grandeur nature, peintures murales et personnages de Cendrillon, au château de Breteuil en région parisienne. Il réalise également des peintures murales pour des collectivités et d'importantes sociétés, la SNCF, EFFIA et participe plusieurs fois à l'événement culturel La Forêt des livres de Gonzague Saint Bris, par les peintures murales de Chanceaux-près-Loches en 2003, le pont Marie-Christine de Kent en 2005, et un assemblage monumental symbolisant l'Hermione en 2007 pour le bicentenaire de la naissance de La Fayette.
En 2008, plusieurs œuvres sont rassemblées dans l'ancienne maison Renaissance d'Amboise ouverte au public sous le nom de « Musée imaginaire »,. Il crée une série de livres pop-ups géants sur les contes et les légendes destinés aux expositions itinérantes qu'il organise avec la participation de Stéphanie Vincent. Depuis les années 1990, il s'ouvre aux techniques nouvelles assistées par ordinateur avec son fils Tristan, féru d'imagerie numérique.
Ses thèmes favoris sont le temps, l'histoire, l'opéra, ou l'architecture monumentale du passé.
Armand Langlois est grand officier de l'Ordine Accademico Internazionale del Verbano Greci-Marino.
En 2016, il quitte la Touraine et ouvre un atelier en Bretagne.

## Démarche artistique
Jusqu'au début des années 1970, Armand Langlois est inspiré par le surréalisme, mais il s'oriente rapidement vers une peinture plus sombre. L'utilisation du zoomorphisme lui donne alors la possibilité de dépasser l'étalage de la psychanalyse pour créer une œuvre plus poétique plus claire et dirigée vers un art visionnaire.
En marge des mouvements de l'art contemporain par ses techniques classiques, il utilise cependant les médias contemporains comme l'installation, l'assemblage, le mouvement.
Sa démarche s'inscrit dans la reconstruction d'un passé onirique ponctué d'éléments autobiographiques où le baroque historique se mêle au fantastique et au symbolisme. Il estime que l'art doit être esthétique, qu'il doit transcender et que le « beau » doit élever l'âme, mais ses œuvres plongent parfois le spectateur dans l'interrogation, la surprise, et la crainte. Les animaux côtoient les monstres, les enfants, les insectes dans un foisonnement de bougies, de branches, de toiles d'araignées de ruines et de miroirs. Il illustre des uchronies qui existeraient dans un autre monde. Il peaufine sa dramaturgie, un monde mystérieux au fil d'Ariane de ses multiples mises en scène.
Dans ses œuvres peintes ou ses installations, Armand Langlois utilise fréquemment la représentation d'êtres hybrides, moitié humains, moitié animaux sous forme de sculpture, d'automates ou de décors architecturaux monumentaux inspirés du XVIIe siècle.

## Œuvres

### Peintures murales
Commandes publiques, d'organismes culturels ou d'entreprises.

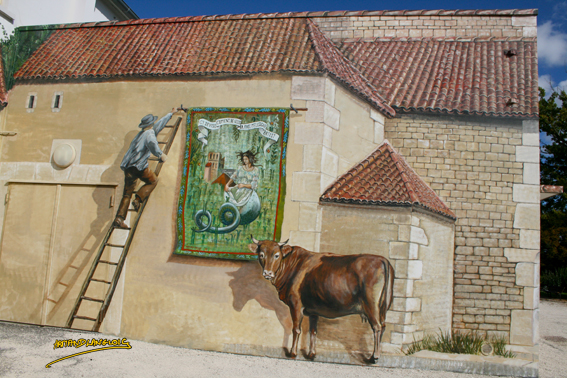
La Légende de Mélusine (2011), peinture murale, Clussais-la-Pommeraie.

- 1997 : cinéma de Montrichard (Loir-et-Cher)[10]: façade en trompe-l'œil[11].
- 1998 : Arcadia à Metz[12].
- 2000 : immeuble à Tours, place du docteur Fournier, façade en trompe-l'œil[13].
- 2002 : L’Histoire des châteaux de la Loire[14]. Parking de la gare du TGV de Saint-Pierre-des-Corps (Indre-et-Loire)[15], 12 étages. Groupe Sceta Park (Effia)[16].
- 2003-2006 : Histoire des écrivains de Touraine au chalet des Chasseurs à Chanceaux-près-Loches, la maison de Gonzague Saint Bris, dans le cadre de l'événement littéraire La Forêt des livres[17].
- 2006 : La Flore poitevine[18], parking de la gare de Poitiers, 10 étages[15],[19].
- 2006 : L'Histoire de la Picardie et du pays de Santerre[20], gare TGV Nord Picardie à Ablaincourt (Somme), 60 m de peintures murales[21]. ADES, SNCF et conseil régional de Picardie. Destinée à la promotion de cette région un peu oubliée, cette peinture murale a suscité le regain d'intérêt prévu et de nombreux sites et articles ont vu le jour à la suite de cette réalisation.
- 2007 : Nantes et la marine royale au XVIIIe siècle[22]. Parking de la gare Nantes Sud[15], 26 tableaux dont quatre de 10 m sur 2,50 m.
- 2008 : peinture murale à Chaunay, réalisée dans le cadre du programme européen leader+ du Syndicat mixte du Pays civraisien sur la valorisation des ressources naturelles et culturelles[23],[24].
- 2009 : concours Le mur Cobaty à Périgueux.
- 2009 : projet pour la rue de la Martinique à Bordeaux, 180 m2.
- 2010 : The Giving Tree et La Chapelle Sixtine, deux tapisseries peintes pour La Forêt des livres[25].
- 2011 : La fresque de Mélusine à Clussais-la-Pommeraie[26],[27].
- 2011 : La Ferme[28], Le Grand Breuil, Saint-Pierre-d'Exideuil (Vienne).
- 2013 : EHPAD les Capucines[29] à Civray (Vienne) du Poitou.

### Illustrations
- 1977 : pochette du disque Ville de l'Enfer (Vogue) de Dan (Daniel Schnitzer) l'ex-bassiste du groupe Il était une fois[30].
- 2007 : couverture du Livre de poche L'enfant de Vinci de Gonzague Saint Bris[31].
- 2009 : illustrations de L'énigme de l'enluminure de Stéphanie Vincent[32] sous le pseudonyme  de Armand Laudenay.
- 2011-2012 : livres animés géants. Ces livres d'artistes sont des pièces uniques. Six livres de contes de fées : (La Barbe bleue, Le Petit chaperon rouge, Le petit Poucet, Cendrillon, Le chat botté, La belle au bois dormant) et trois de Fantasy (Les lutins, les Trolls, les Elfes)textes et illustrations (Arthur, Histoire du Petit Peuple, Le chat botté)[33].
- 2013 : illustrations du livre de Stéphanie Vincent Hauts lieux de légendes en Bretagne, avec Tristan Langlois, Éditions Gisserot  (ISBN 978-2755804423).
- 2020 : Gillion de Trazegnies, Stéphanie Vincent, Le Musée Imaginaire édit., KDP  (ISBN 9798643095569).

### Spectacle et évènementiel

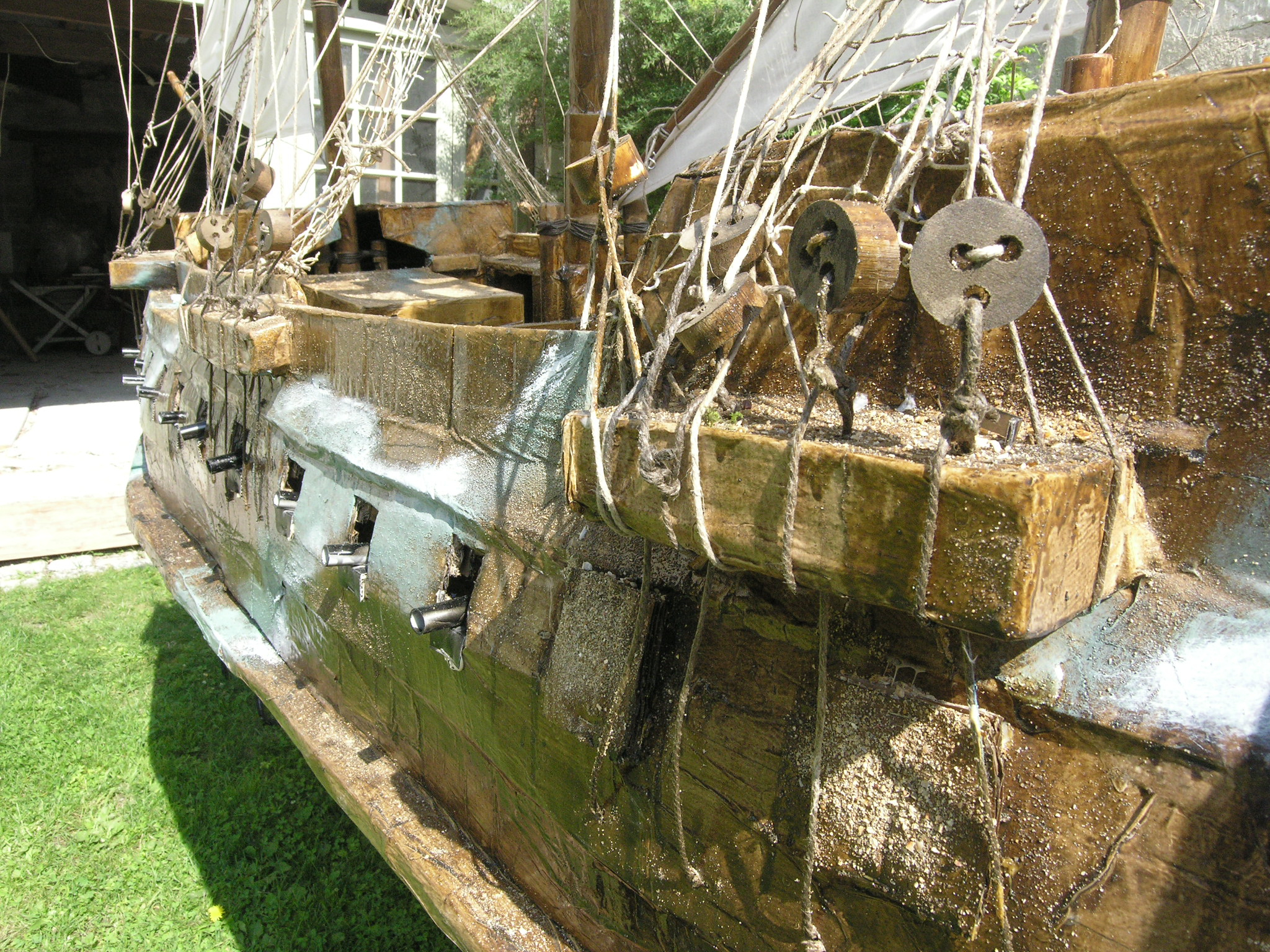
Détail de L'Hermione (2007), carton,, œuvre épéhmère.